# سجادة الحركة

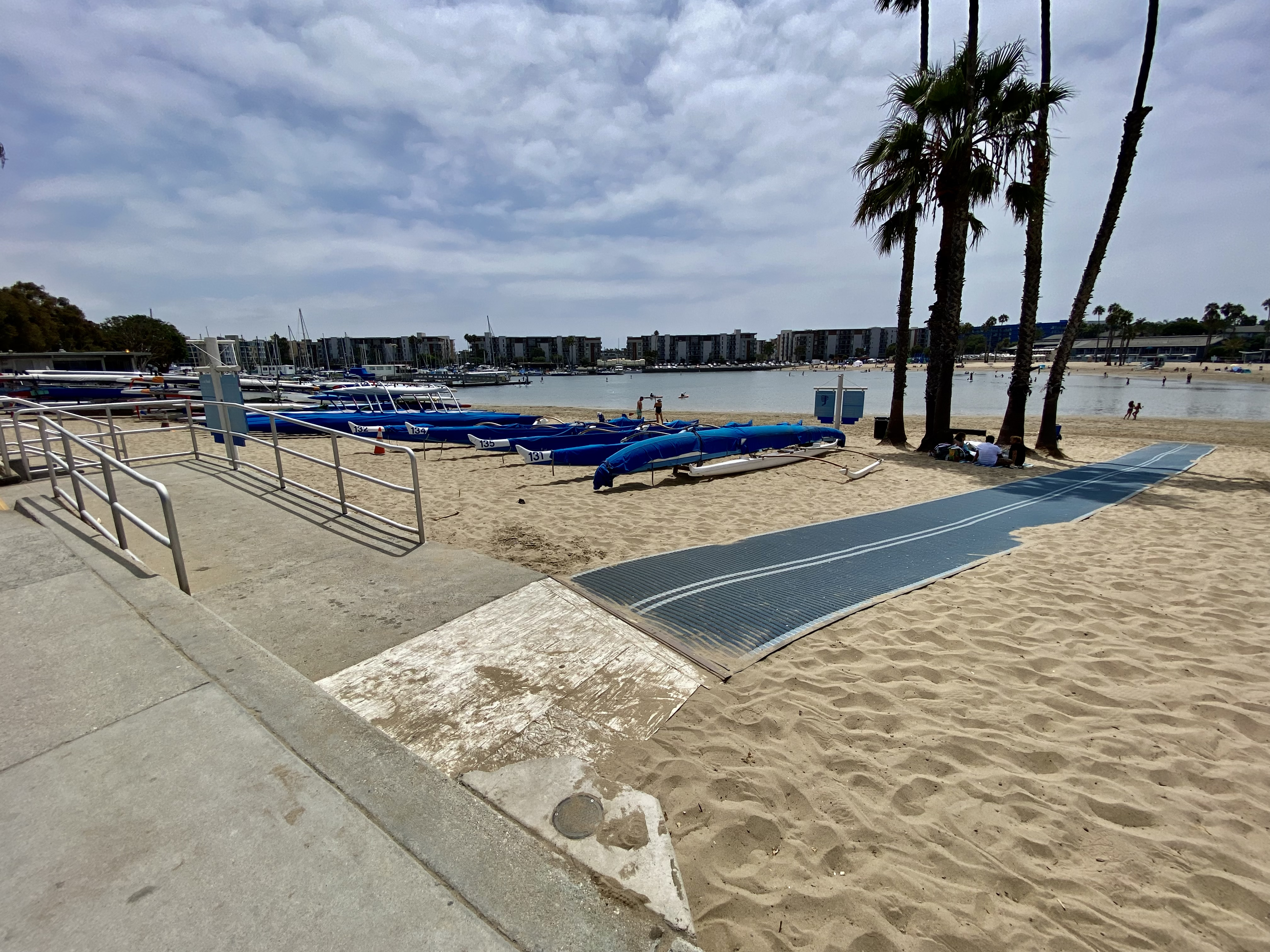
إمكانية الوصول إلى الشاطئ من خلال منحدر الكراسي المتحركة وسجادة التنقل

سجادة الحركة هي جهاز مساعد يسمح لمستخدمي الكراسي المتحركة بالوصول إلى الشواطئ الرملية أو المسارات الترابية أو الأسطح الأخرى التي قد تكون صعبة على الأشخاص ذوي الحركة المحدودة، مثل السطح الخشبي لرصيف المحيط، أو المسار المغطى برقائق الخشب.
حصائر التنقل الشاطئية المستخدمة في أستراليا يبلغ عرضها مترًا ونصف المتر، ويمكن أن يصل طولها إلى 50 مترًا. هذه التقنية الشاملة هي حصائر مانعة للانزلاق، مزودة أحيانًا بخطوط، توفر الثبات لأي شخص يسافر بمساعدة عجلات، بما في ذلك الآباء والأمهات الذين يستخدمون عربات الأطفال أو عربات الأطفال، والأشخاص الذين يستخدمون المشايات. لا تصل معظم حصائر التنقل الشاطئية إلى حافة الماء لمنع أضرار المد والجزر، ولكنها تجعل الشواطئ أكثر سهولة في الوصول إليها على الكراسي المتحركة مقارنةً بالسابق. قد توفر بعض أنظمة الترفيه على الشاطئ كراسي متحركة شاطئية يمكن للمستخدمين استعارتها ليوم واحد.
الحصائر محمولة ويمكن نقلها. وقد قامت أعداد متزايدة من الشواطئ في فلوريدا وكاليفورنيا بتثبيتها؛ ويجب إدراج مدى توفرها على مواقع الويب الخاصة بالشاطئ أو تضمينها في التسجيلات المعلوماتية المتاحة عبر الهاتف.